# Municipio de Wadesboro
El municipio de Wadesboro (en inglés: Wadesboro Township) es un municipio ubicado en el  condado de Anson en el estado estadounidense de Carolina del Norte.En el año 2010 tenía una población de 9.118 habitantes.

## Geografía
El municipio de Wadesboro se encuentra ubicado en las coordenadas 34°57′55.56″N 80°5′7.22″O / 34.9654333, -80.0853389.